# 亚当·哈特-戴维斯
亚当·哈特-戴维斯（英語：Adam Hart-Davis，1943年7月4日—）是一位英国科學家、作家、攝影師、歷史學家和廣播員，参加过BBC制作的《明日的世界》等电视节目，写作过《时间是什么》（The Book of Time，2010）等科普书籍。

## 生平
哈特-戴维斯在泰晤士河畔亨利出生和長大，是鲁珀特·哈特-戴维斯最年幼的兒子，在伊顿公学受教育，之後在牛津大學墨頓學院主修化學。他在約克大學取得有机金属化学博士學位後，在加拿大阿爾伯塔大學進行三年的博士後研究，然後回到牛津大學出版社編寫科學和國際象棋文章。
1977年，哈特-戴维斯加入約克郡電視台出任研究員，在1985年他被提升至節目製作。1990年代初期，他由幕後轉為幕前。
2004年，哈特-戴维斯獲得巴斯大學頒發榮譽博士學位（文學博士）。